# Дуадик
Дуадик (фр. Douadic) насеље је и општина у централној Француској у региону Центар (регион), у департману Ендр која припада префектури Блан.
По подацима из 2011. године у општини је живело 475 становника, а густина насељености је износила 11,01 становника/km². Општина се простире на површини од 43,14 km². Налази се на средњој надморској висини од 93 метара (максималној 150 m, а минималној 87 m).

## Демографија
| 1962. | 1968. | 1975. | 1982. | 1990. | 1999. | 2011. |
| ----- | ----- | ----- | ----- | ----- | ----- | ----- |
| 597   | 675   | 566   | 518   | 486   | 440   | 475   |

График промене броја становника у току последњих година